# Luigi De Canio
Luigi De Canio (Matera, 26 de setembro de 1957) é um treinador de futebol e ex-futebolista italiano. Como treinador, o maior sucesso de De Canio foi vencer a Taça Intertoto da UEFA de 2000, com a Udinese.